# Phryganopteryx formaosa
Phryganopteryx formaosa là một loài bướm đêm thuộc phân họ Arctiinae, họ Erebidae.